# Isengau (historisch)

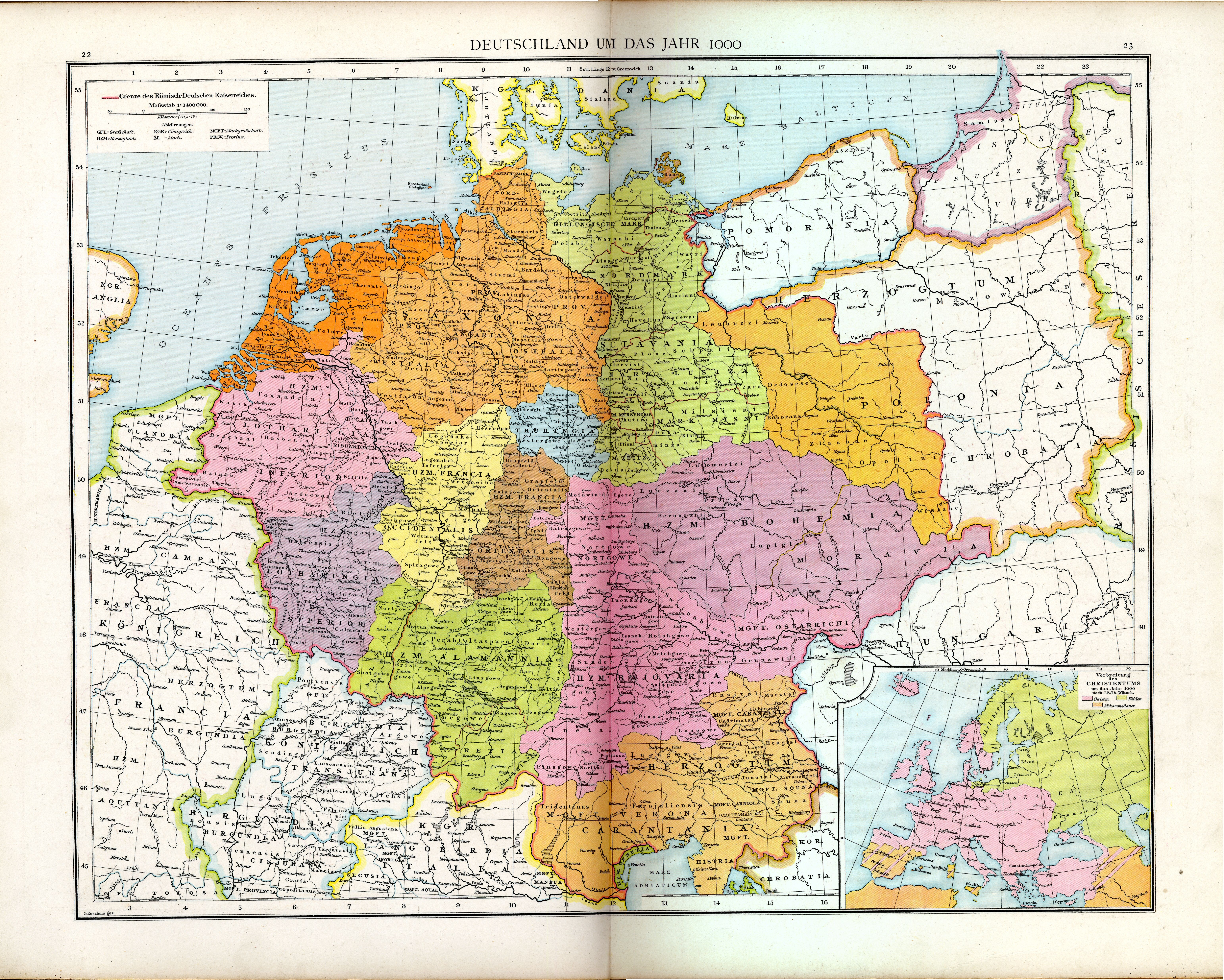
Isanahgowe auf der Karte

Der Isengau oder Isanahgowe ist einer der in historischen Texten oft zu findenden mittelalterlichen Gaue. Er erstreckt sich an der Isen im Südosten Bayerns von der Rott bis zur Alz.
Der Isengau zog sich an dem Flüsschen Isen hinab. Zu ihm gehörten die Märkte Isen und Dorfen sowie die umliegenden Ortschaften der kleinen Vils. Auch der südwestliche, südliche und östliche Teil des Landgerichtsbezirks Erding gehörte größtenteils nach der alten Einteilung zum Isengau. Die Salzburger Güterverzeichnisse Notitia Arnonis (788) und Breves Notitiae (800) nennen Orte im Bereich des Inn und der Isen als im Isengau gelegen: Gars/Inn, Au/Inn, Aschau/Inn, Ampfing, Mettenheim, Flossing, Erharting, Tüßling, Teising, Burgkirchen, Stammham.
Als erster Gaugraf erscheint 790–820 Graf Job (Jakob), derselbe begegnet in vielen Freisinger Urkunden als an der Isen begütert. Nach Graf Job folgten Heimo, Tunipald und Erenbert. Der westliche Teil des Isengaues hatte nicht lange einen Gaugrafen. Während der untere Gaubezirk an die Grafen von Kraiburg und Ortenburg kam, gelangten die Freisinger Bischöfe und einige adelige Geschlechter in den Besitz vieler Güter an der Isen.

## Adelsgeschlechter und (Gau)-Grafen
Folgende Adelssippen und Einzelpersonen waren Grafen vom oder im Isengau:
- Fagana
- Aribonen

- Ermbert (878)
- Hartwig I. († 985), Pfalzgraf von Bayern (in naher Verwandtschaft zu Aribonen)
- Chadalhoch II. (vor 958), (Aribone)
  - Chadalhoch III. (959–978), Graf rechts des Inn (Vogtareuth) (?)
  - Eberhard (995)
  - Aribo I. († ca. 1004), Pfalzgraf von Bayern, Schwiegersohn von Pfalzgraf Hartwig I.
    - Chadalhoch IV. († 1030)
      - Chadalhoch V. († 1050)
- Markwart († 1085), (Sieghardinger)
- Ulrich von Passau († 1099) (Diepoldinger-Rapotonen), Erbe der Markwart'schen Besitzungen durch Heirat der Witwe Markwarts
- Engelbert II. von Spanheim († 1141) (Spanheimer), Schwiegersohn Ulrichs von Passau
  - Rapoto I. († 1186) (Spanheim-Ortenburger)